# 張思鵬
張 思鵬（ちょう しほう、张思鹏、Zhang Sipeng、1987年5月14日 - ）は、中華人民共和国・北京市海淀区出身の元サッカー選手。現役時代のポジションはゴールキーパー。

## 来歴

### 代表
中国のU-23の代表に選ばれていた。